# Église Saint-Germain de La Ferté-Loupière
L'église Saint-Germain est une église catholique située à La Ferté-Loupière, dans le département de l'Yonne, en France.

## Historique
L’église Saint-Germain de La-Ferté-Loupière dépendait du prieuré des chanoines des Augustins du Mont-aux-Malades-de-Rouen. Elle est construite à l’est du village, en bordure des anciens fossés qui le protégeaient.
Construite au début du XIIe siècle, l’église comportait une nef unique, un transept saillant et une abside semi-circulaire accostée de deux absidioles orientées.
Au XVe siècle, l’église fut remaniée par la famille de Courtenay dans un style gothique flamboyant. De cette époque date l’ouverture des grandes fenêtres, on peut encore relever les armes des Courtenay sur la verrière de la chapelle nord. Dans le chœur et les chapelles latérales, les départs d’une voûte inachevée témoignent de projets non réalisés.
Au XVIIe siècle, l’église connaît une troisième campagne de travaux. La voute de la nef est mise dans l’état actuel, les bas-côtés sont surélevés pour être au niveau de la nef et sont percés de fenêtres en plein cintre. Les voutes du chœur et des deux chapelles sont remplacées par des voutes en berceau. Ces deux chapelles sont fermées par des retables de pierre. Le superbe escalier de bois à vis qui dessert le clocher date de cette époque.
L'édifice est classé au titre des monuments historiques en 1911.
L'église bénéficie d'une importante campagne de restauration. Après le clocher (2001) et les toitures du chœur, la campagne 2006/2007 concerne la charpente et la couverture de la nef. Les parties supérieures des murs sont également reprises à cette occasion. le budget des travaux, partiellement financés par les fonds européens, atteint près de un million d'euros TTC.

## Description

### Peintures murales

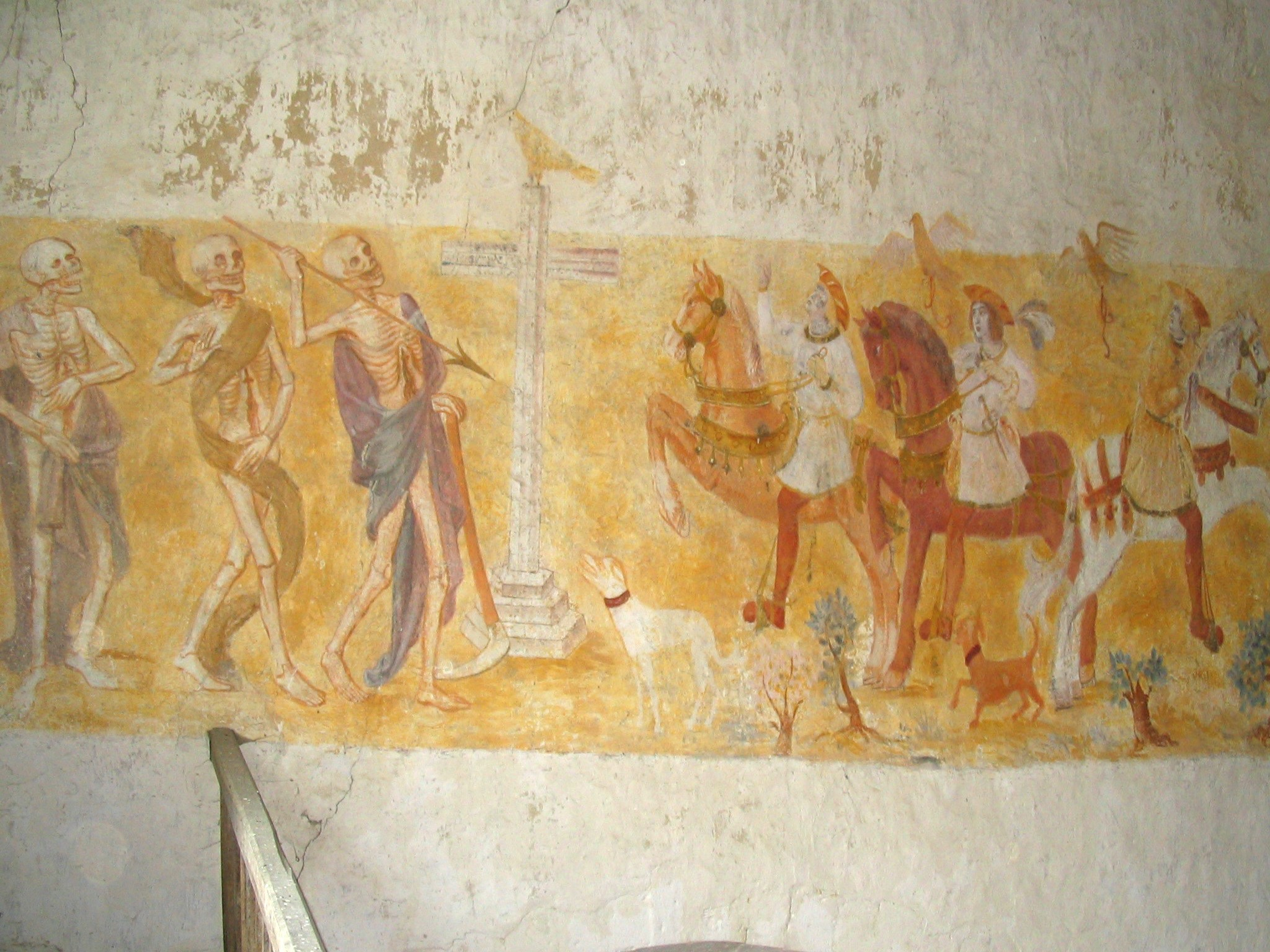
Dict des trois morts et des trois vifs.

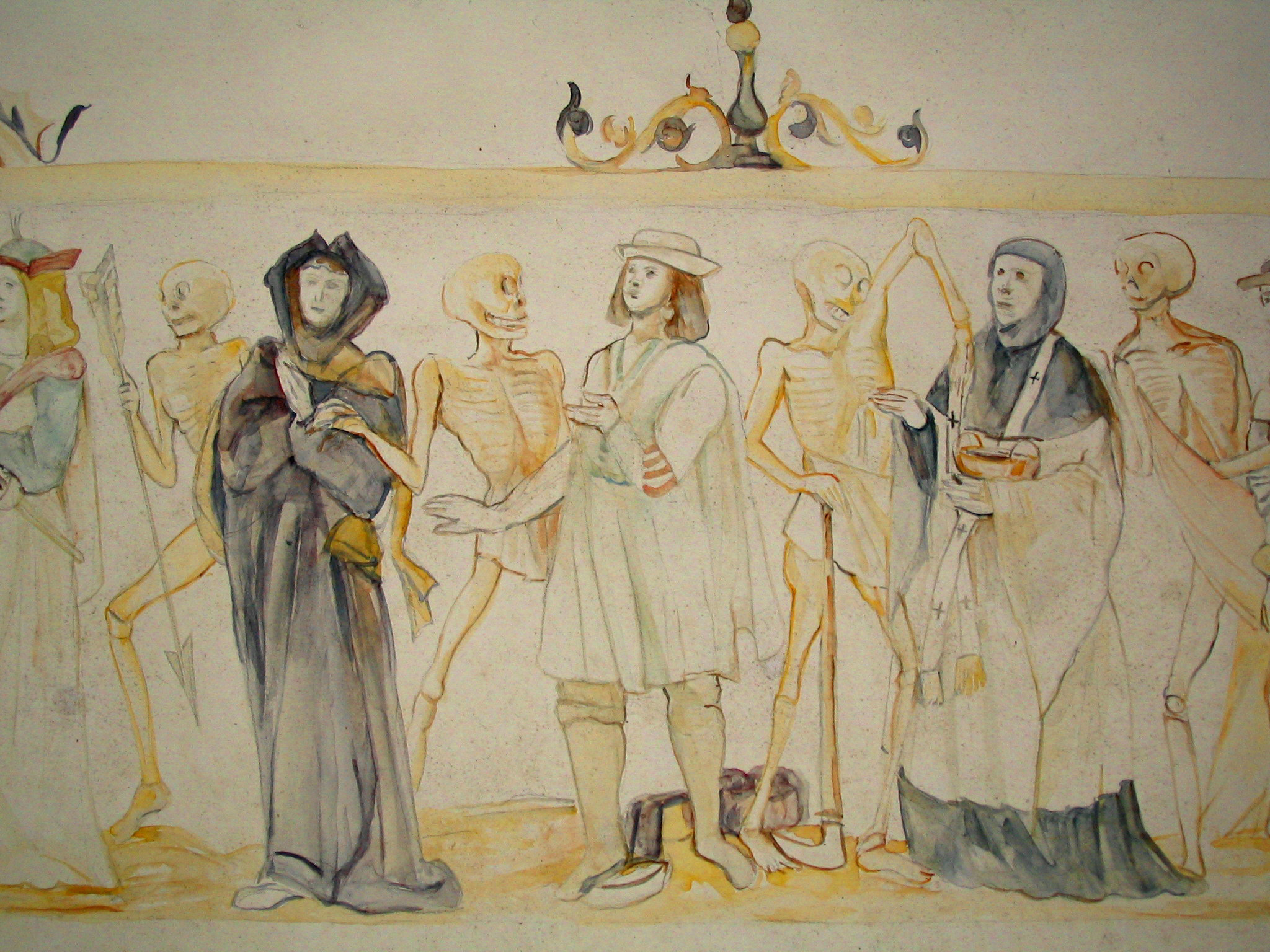
reproduction d'un fragment de la fresque de l'église St Germain.

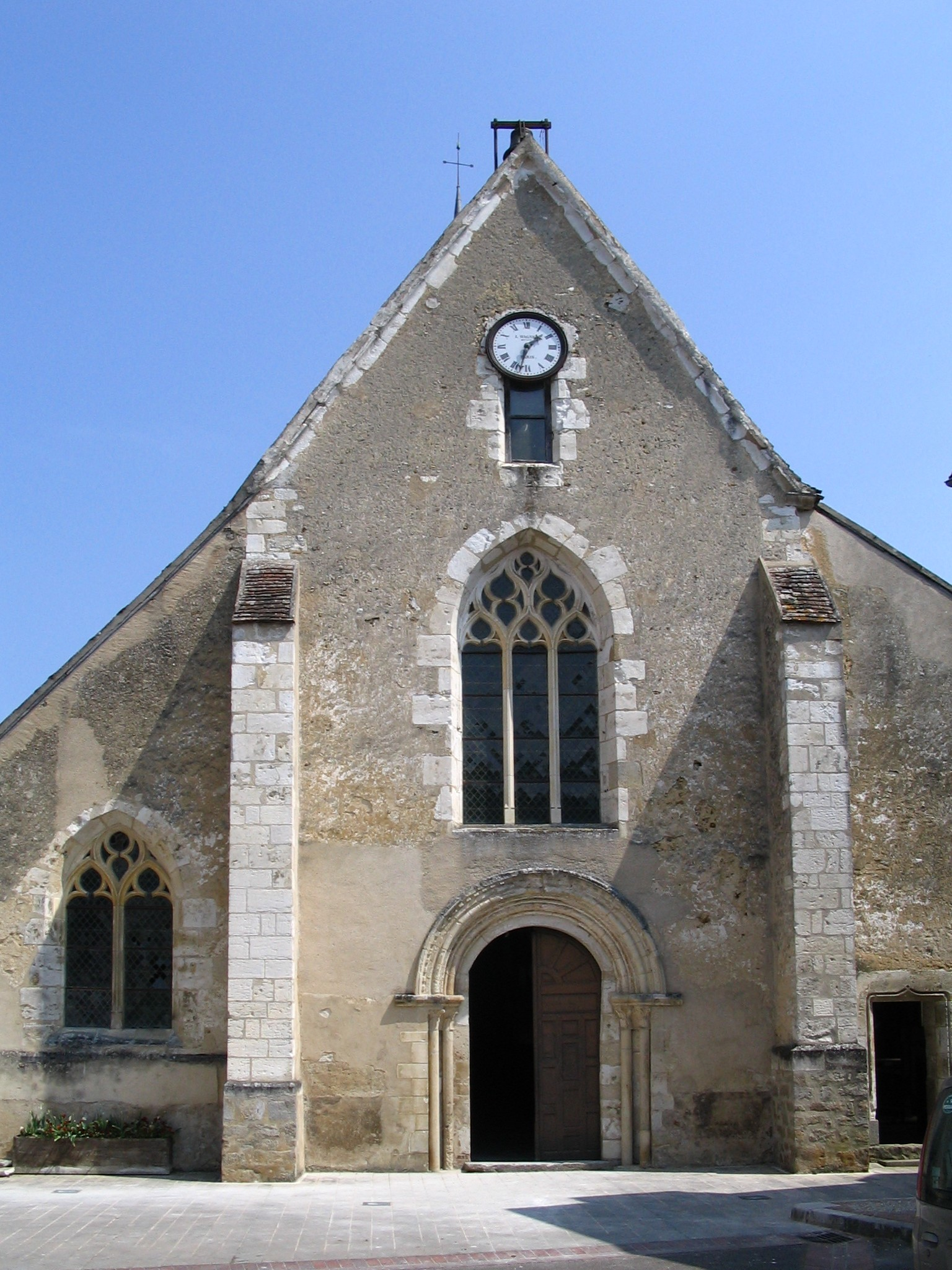
Façade ouest, église St-Germain.

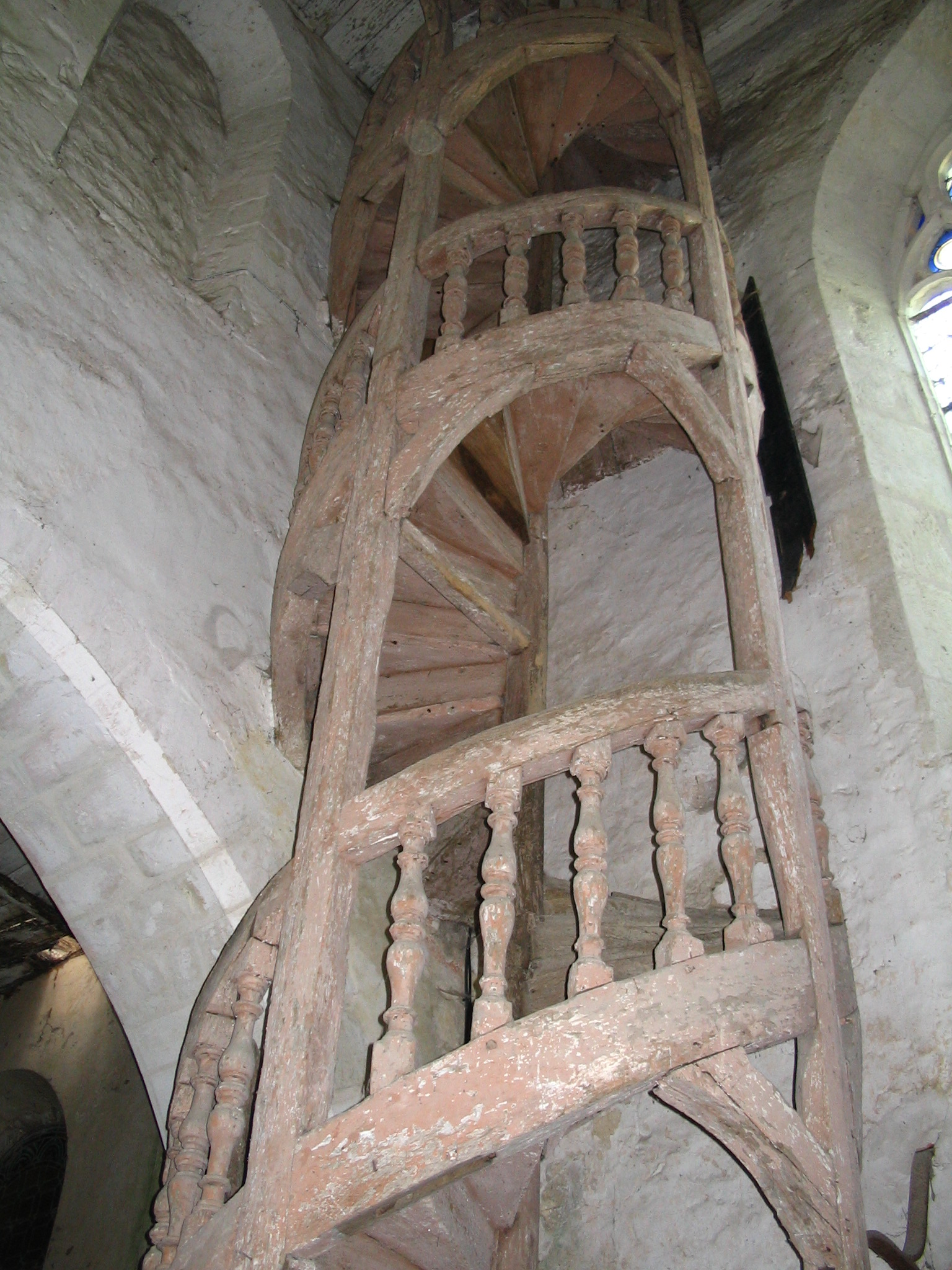
Escalier à vis du clocher. XVIIe siècle

L’église abrite une des rares Danses Macabres existant en France. Elle est précédée d'un Dict des Trois Morts et des Trois Vifs. Cette représentation murale montre trois jeunes gentilshommes interpellés dans un cimetière par trois morts qui leur rappellent la brièveté de la vie et l'importance du salut de leur âme.
Sous cet ensemble, qui occupe tout le mur nord, ont été représentés un saint Michel terrassant le Dragon et une Vierge de l’Annonciation.
Les quatre peintures remontent à la fin du XVe siècle et au XVIe siècle.
La Danse Macabre se développe sur 25 mètres de long et met en scène 42 personnages.
Le récitant est assis et écrit sur son parchemin. Il présente le branle en chaîne ouverte dansé par les personnages et rythmé par trois squelettes musiciens. Le cortège suit, formé de 19 couples de Vivants escortés par leur mort. Cet ensemble de clercs et de laïcs représente toutes les conditions sociales. Les Vivants se détachent sur le fond blanc vêtus de costumes colorés aux harmonies d’ocres, de terres, de verts, de roses et de violets.
Le souci du détail a guidé l’artiste. L’expression des visages reflète la peur des Vivants face à leur mort grimaçante. Ses attitudes gesticulantes rendent plus légère la terreur dramatique de la scène. 
La Danse Macabre prend tout son sens dans un triple précepte : La mort est inattendue, inévitable et rétablit l’égalité entre les hommes.

Vue d'ensemble de la peinture.

En France, on ne recense officiellement que huit danses macabres, mot à rapprocher de Judas Macchabée et ses frères, martyrisés par Antiochus Epiphane, au IIe siècle av. J.-C.
Ce sont les danses macabres de :
- Strasbourg, au Temple neuf des Protestants
- Ker Maria dans les Côtes d’Armor
- Eglise Saint-Orien de Mesnay-le-Grenet en Eure-et-Loir
- Brianny, près de Semur-en-Auxois, en Côte-d’Or
- La-Ferté-Loupière dans l’Yonne
- Avrieux en Savoie
- Chapelle du Château de Bourbilly, en Côte-d’Or
- Kernascleden dans le Morbihan

Des gravures populaires sur le même thème sont publiées dès 1485 par deux éditeurs parisiens, Guyot Marchant et Verard et diffusées dans toute l’Europe. On les retrouve dans le Manuscrit de Blois, au Cabinet des Estampes de la Bibliothèque Nationale.
Actuellement en mauvais état, les peintures devraient faire l'objet de restaurations.

## Galerie d'images

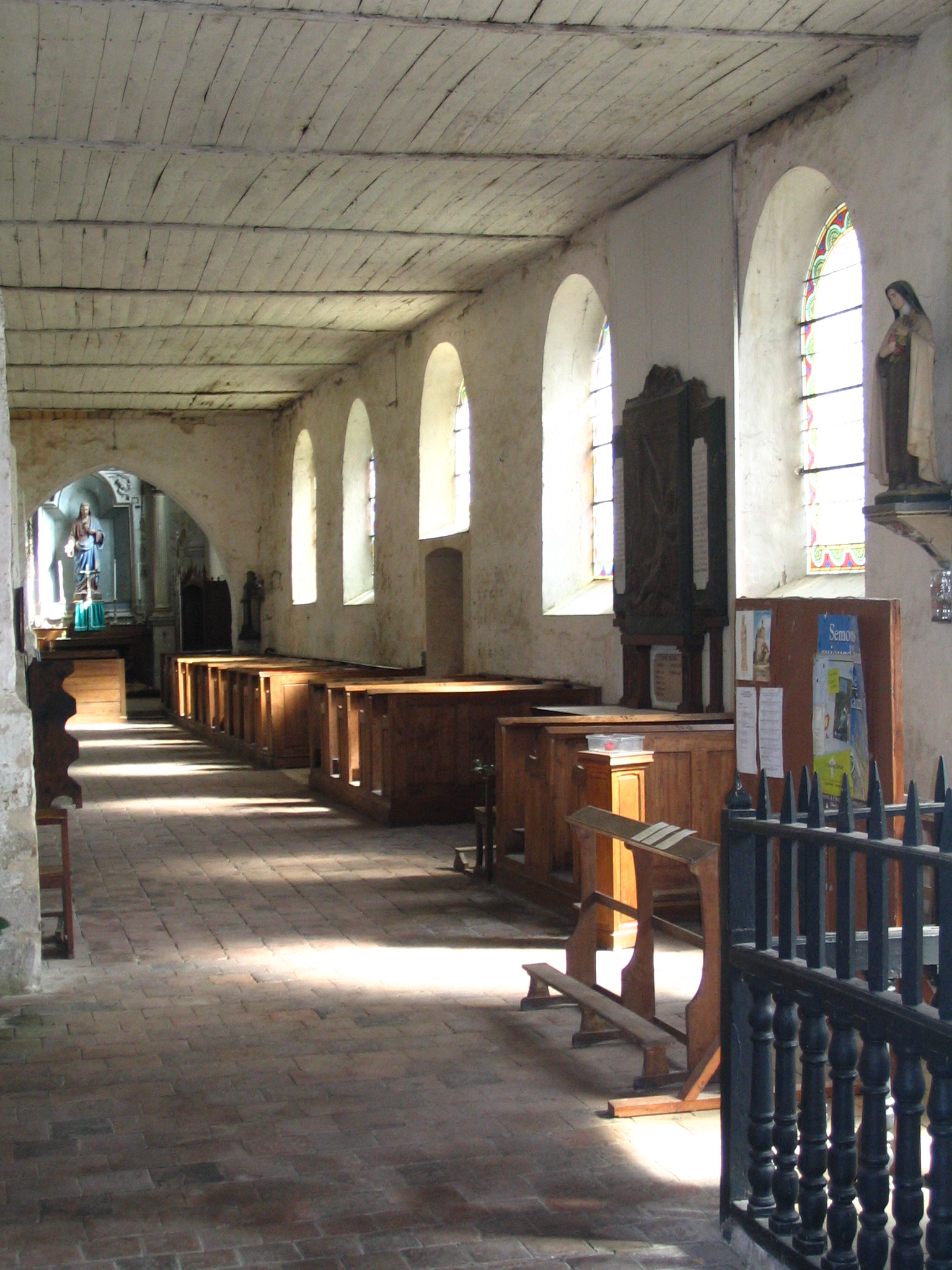
Bas-côté
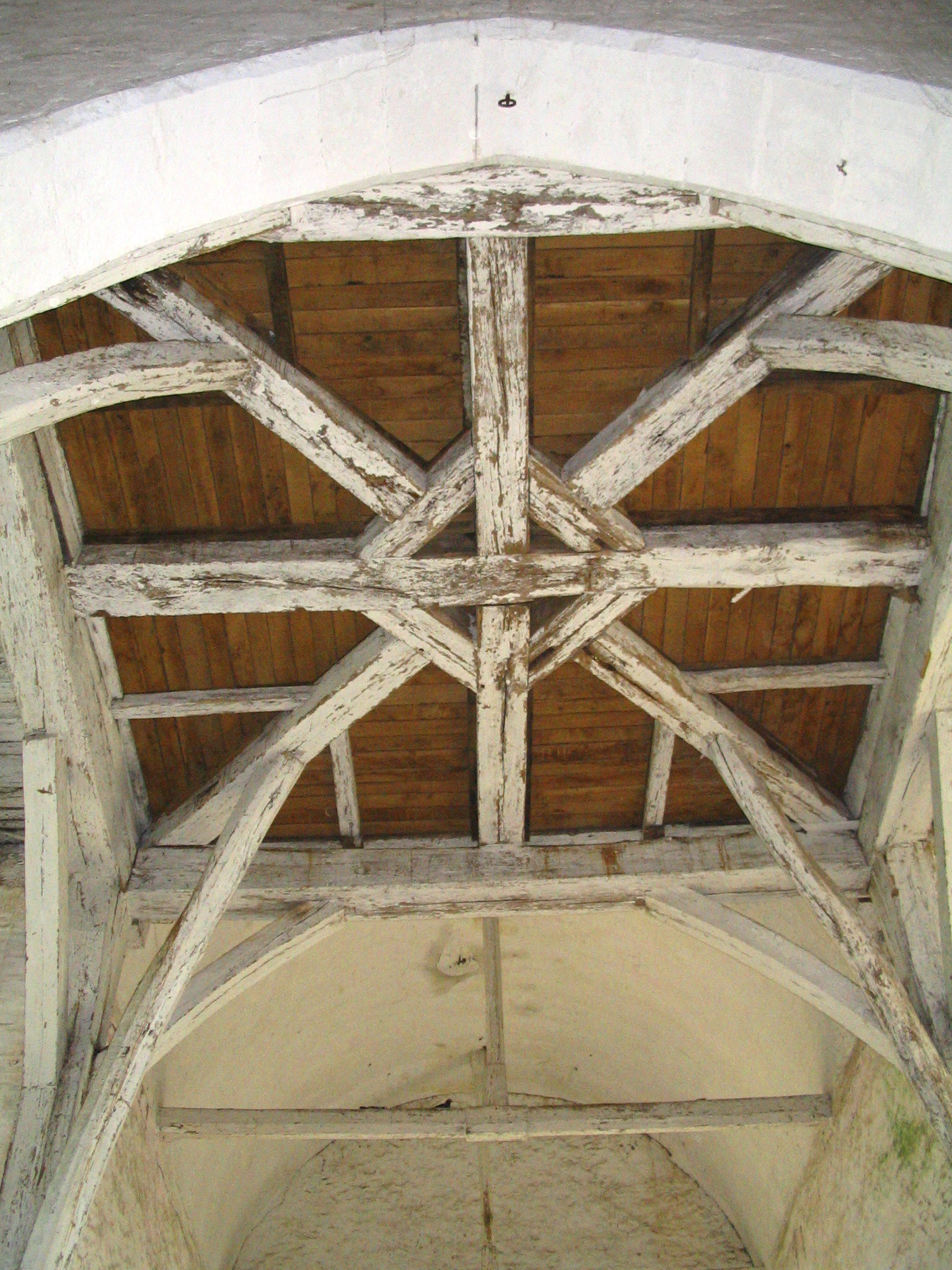
La charpente apparente du clocher repose sur quatre piliers de bois encastrés dans la maçonnerie à la croisée du transept.
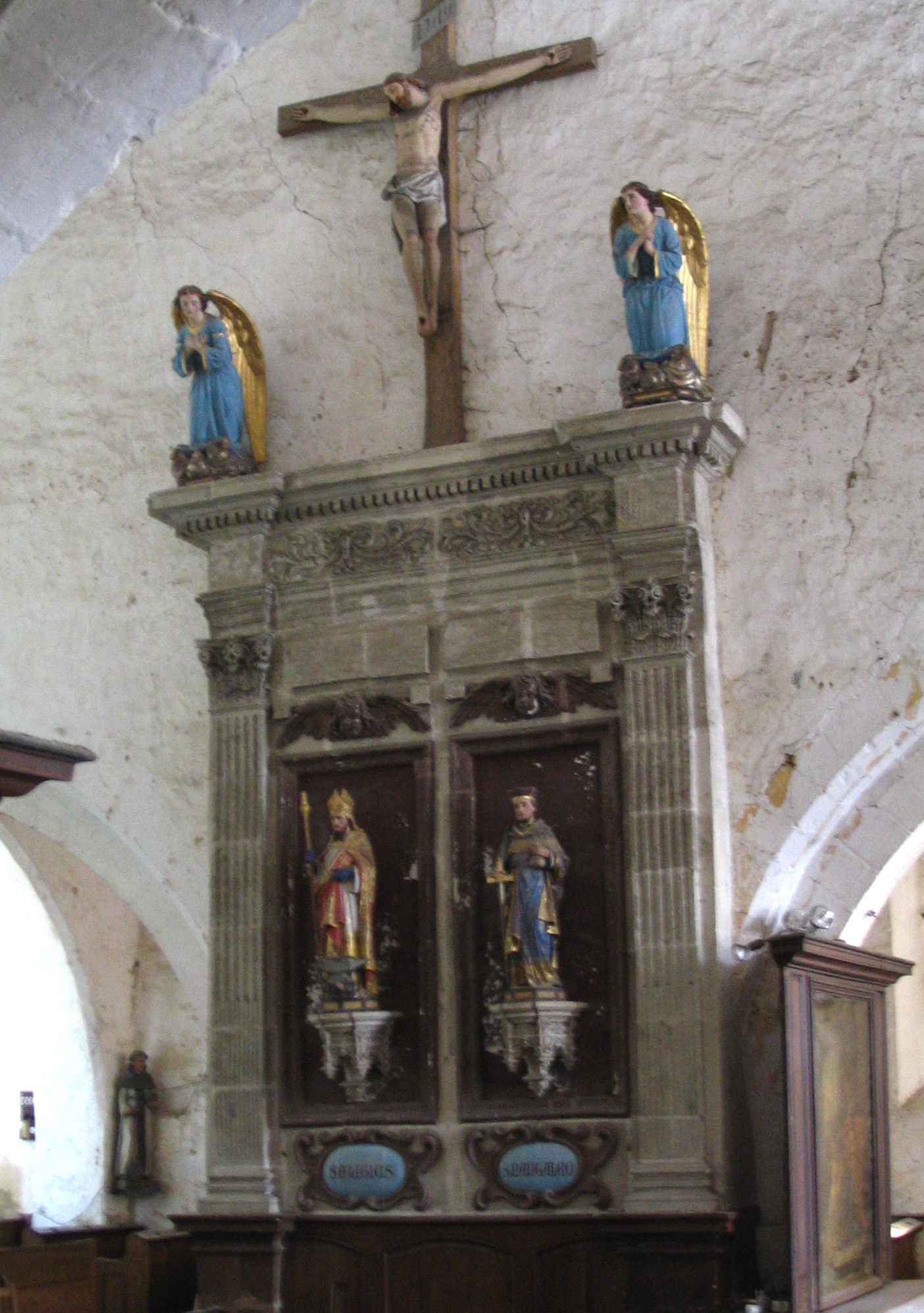
Retable latéral de la nef.
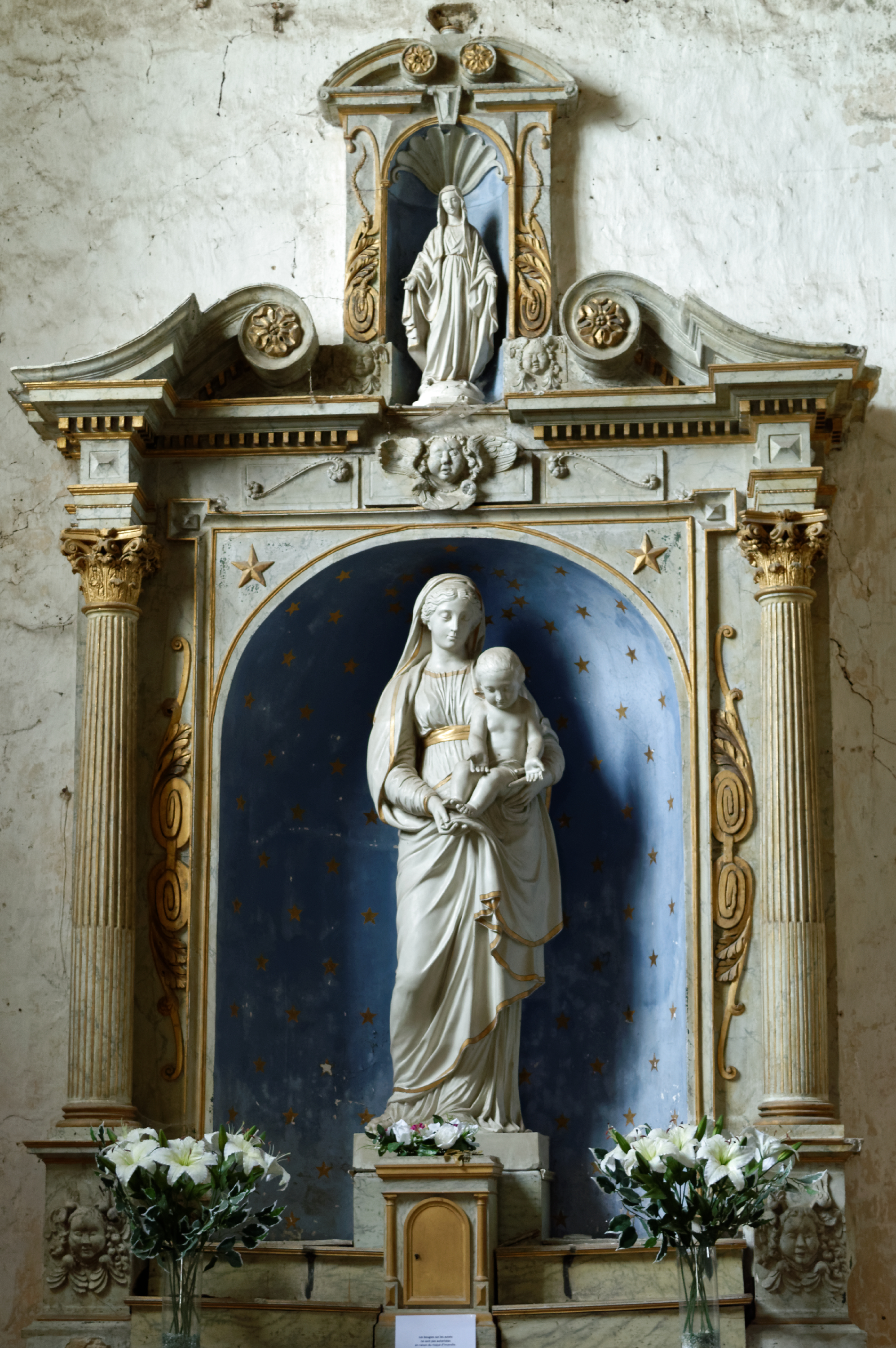
Vierge à l'enfant
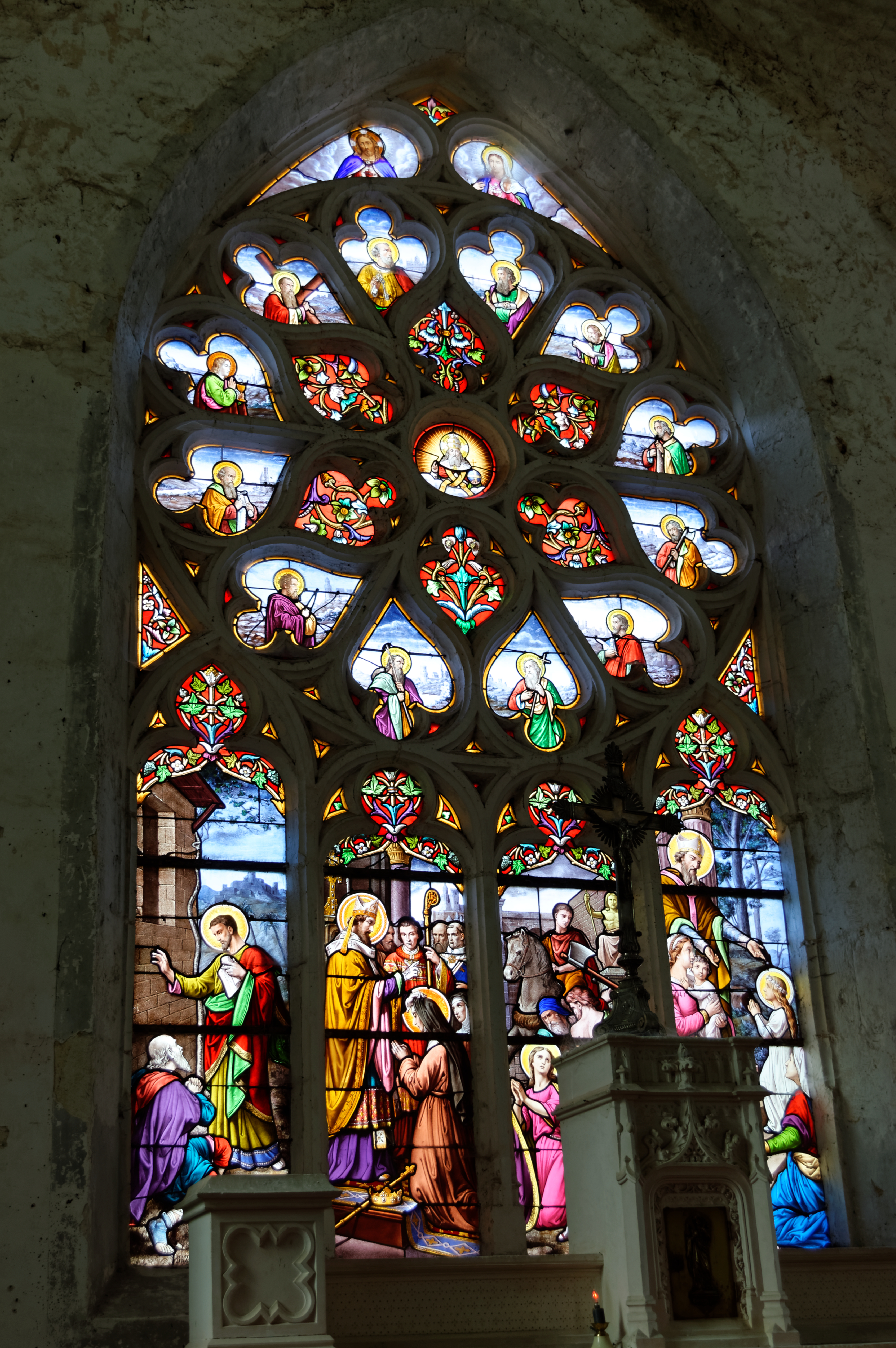
Vitrail du cœur